# Leptocerus assimulans
Leptocerus assimulans là một loài Trichoptera trong họ Leptoceridae. Chúng phân bố ở miền Australasia.